# Nicolás Redondo
Nicolás Redondo Urbieta (Baracaldo, Biscaia, 16 de junho de 1927 – Madrid, 4 de janeiro de 2023) foi um histórico sindicalista e político espanhol.

## Biografia
Operário metalúrgico, afiliou-se ao PSOE e à UGT em 1945. Foi detido e processado durante o franquismo em numerosas ocasiões, devido às suas atividades políticas e sindicais. Em 1967 foi detido junto a históricos Ramón Rubial e Eduardo López Albizu e desterrado a Las Hurdes.
Após o Congresso do PSOE de agosto de 1972, que destitui o secretário general Rodolfo Llopis, tornou-se membro da direção colegiada do PSOE Renovado. No Congresso de Suresnes de 1974 recusou o oferecimento para apresentar a sua candidatura ao posto de primeiro secretário, chegando a um pacto com o sevilhano Felipe González para que este acedesse ao cargo.
A 18 de abril de 1976 foi eleito secretário geral da União Geral de Trabalhadores no 30º Congresso da central sindical socialista. Previamente tinha exercido, desde 1971, o cargo de secretário político, predecessor do de secretário geral.
Foi eleito deputado do PSOE por Biscaia em 1977, 1979, 1982 e 1986. Em 1987 renunciou à sua cadeira para mostrar o seu desacordo com a política laboral e social do governo de Felipe González, após votar contra os Orçamentos Gerais do Estado para 1988. Convocou junto a Comissões Operárias (CCOO) a greve geral de 14 de dezembro de 1988, com grande sucesso. Convocou junto a CCOO outras duas greves gerais mais durante o governo socialista, em junho de 1992 e janeiro de 1994.
A 10 de abril de 1994, no 36º Congresso, foi sucedido por Cándido Méndez como secretário geral da UGT, retirando-se da atividade política e sindical.
É o pai de Nicolás Redondo Terreros, dirigente do PSE.
Foi investido Doutor Honoris Causa pela Universidade de Cádis em 2008.

## Morte
Nicolás morreu no dia 4 de janeiro de 2023, aos 95 anos de idade.

### Atividade parlamentar
- «Legislatura Constituinte (PSOE)» (em espanhol)
- «I Legislatura (PSOE)». (em castelhano)
- «II Legislatura (PSOE)» (em espanhol)
- «III Legislatura (PSOE)». (em castelhano)

### Artigos
- «UGT, negociação e greve» (em espanhol). (1979)
- «Por uma política de solidariedade». (1983) (em castelhano)
- «Algumas reflexões sobre o Primeiro de Maio» (em espanhol). (1989)
- «As razões». (1994) (em castelhano)
- «As senhas de identidade do socialismo» (em espanhol). (1995)
- «Puntualização». (2002) (em castelhano)